# Massegros Causses Gorges
Massegros Causses Gorges ist eine französische Gemeinde  mit 936 Einwohnern (Stand: 1. Januar 2022) im Département Lozère in der Region Okzitanien. Sie gehört zum Arrondissement Florac und zum Kanton La Canourgue.
Sie entstand als Commune nouvelle mit Wirkung vom 1. Januar 2017 durch die Zusammenlegung der vormaligen Gemeinden Le Massegros, Le Recoux, Saint-Georges-de-Lévéjac, Saint-Rome-de-Dolan und Les Vignes, die seither alle über den Status einer Commune déléguée verfügen.

## Gliederung
| Ortsteil                       | ehemaliger INSEE-Code | Fläche (km²) | Einwohnerzahl zum 1. Januar 2022 |
| ------------------------------ | --------------------- | ------------ | -------------------------------- |
| Le Massegros (Verwaltungssitz) | 48094                 | 17,94        | 400                              |
| Le Recoux                      | 48125                 | 23,69        | 128                              |
| Saint-Georges-de-Lévéjac       | 48154                 | 56,26        | 262                              |
| Saint-Rome-de-Dolan            | 48180                 | 32,63        | 066                              |
| Les Vignes                     | 48195                 | 28,84        | 080                              |

## Lage
Nachbargemeinden sind
- La Tieule und La Canourgue im Norden,
- Laval-du-Tarn, Mas-Saint-Chély und La Malène im Osten,
- Hures-la-Parade im Südosten,
- Saint-Pierre-des-Tripiers im Süden,
- Mostuéjouls und Sévérac d’Aveyron mit Sévérac-le-Château im Westen.